# ガンボ (料理)

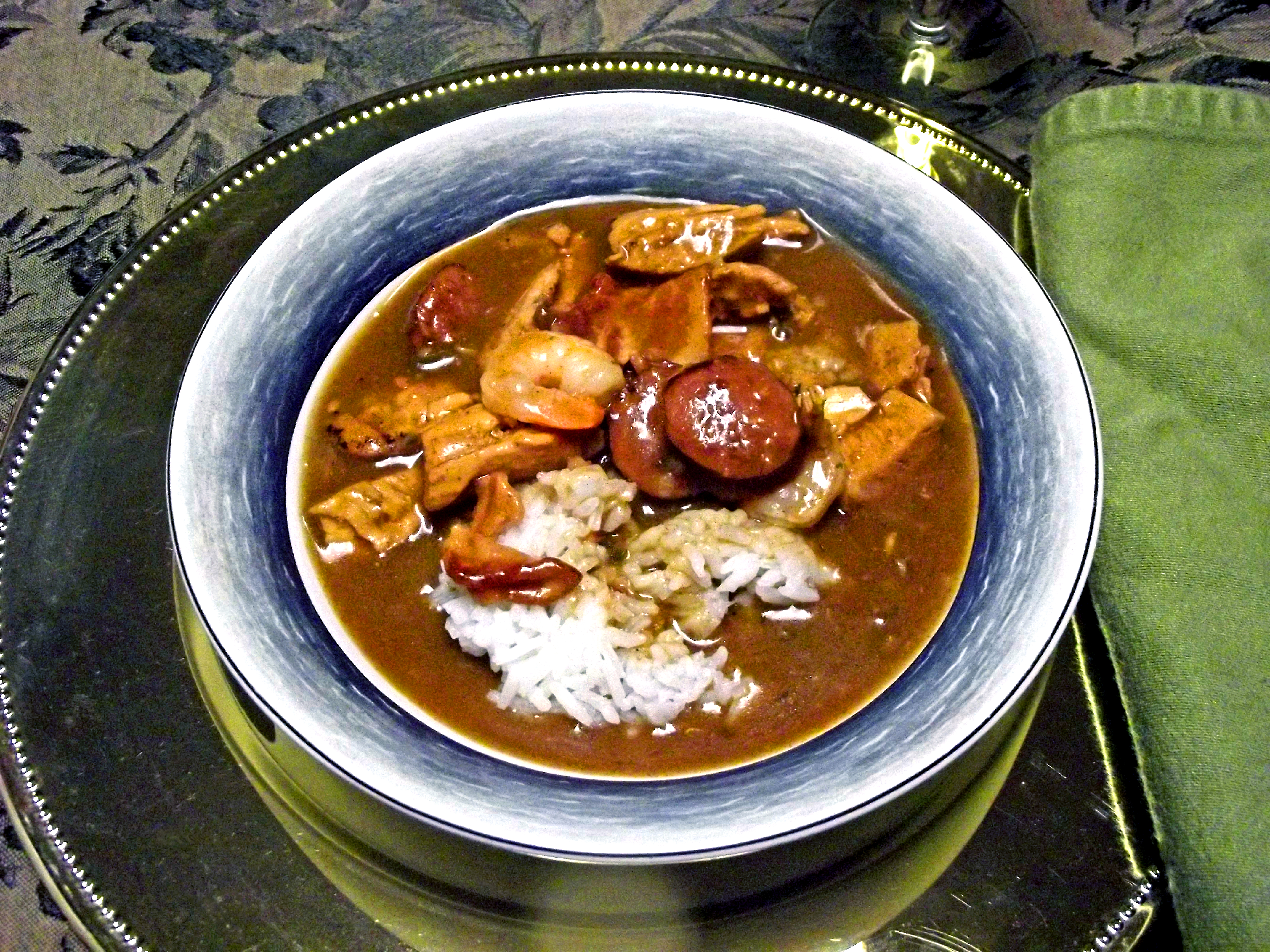
シーフードガンボ

ガンボ（Gumbo）は、アメリカ合衆国ルイジアナ州を起源とするシチューあるいはスープ料理である。

## 概要
ガンボはアメリカ合衆国南部メキシコ湾岸一帯に浸透している料理である。基本的には濃いスープストック、肉または甲殻類、とろみ成分、および「聖なる三位一体」と呼ばれる野菜（セロリ、ピーマン、タマネギ）で構成される。伝統的にガンボは、米にかける形で供される。四旬節の際のガンボ・ザーブ（gumbo z'herbes）という緑色のガンボ も存在する。
ガンボは、ルイジアナ州のクレオールの人々の間では一般的な料理であるが、テキサス州南東部、ミシシッピ州南部、アラバマ州、サウスカロライナ州のチャールストン周辺のロウカントリー、ジョージア州ブランズウィックなどの地域でも食されている。一年を通じて食されるが、通常は寒い時期の料理として知られている。
スープストックは、シーフード・ガンボであれば魚介類で、チキン・ガンボであれば鶏肉を使って可能な限り濃く作る。
典型的なガンボは、鳥肉類、甲殻類、豚肉の燻製のいずれか一つもしくは複数を使う。鳥肉類としては、鶏、アヒル、ウズラなどが使われるのが通常である。地元の甲殻類としては、淡水産のザリガニ、メキシコ湾産のカニ、エビなどが使われることが多い。タッソ（ケイジャン・ハム）、アンドゥイユ（燻製ソーセージ）を入れることにより、料理にスモークの香りが加わる。
ガンボはとろみをつけるのにオクラを使うか、フィレ・パウダーを使うかによって分けることができる。いずれの場合においてもルーを加えることも可能だが、近年はルーは単体で使うのが通例である。ルイジアナでは、オクラとフィレを混ぜるのは一般的ではない。
ケイジャンとクレオールのスタイルで分けることもできる。クレオールのガンボで使うルーは、通常ある程度茶色付いているものの色は浅めで、トマトを入れることもあるが、ケイジャンのガンボはより濃い色のルーを使用、トマトを入れることはない。

## 歴史
ガンボは、ルイジアナがアメリカ料理に対して行った最大の貢献であると言われている。この料理の歴史は、複数の文化が出会った18世紀にまで遡る。フランス料理のブイヤベースがその基礎となった。チョクトー族インディアンの使用したフィレ・パウダーと地元の魚介類が加わったことにより、地方色が強まることになる。西アフリカの奴隷たちがオクラを持ち込み、これがルイジアナの台所にもたらされた。ガンボの語源（後述）は、オクラを意味するアフリカの言葉から来ている。ピーマン、トマト、それに調理されたタマネギは、スペインの入植者たちによってもたらされた。
ガンボについて書かれた最も古い文献は1800年代初頭に遡る。1885年には、料理書『La Cuisine Creole』の中でフィレ・ベースとオクラ・ベースのガンボの違いについて解説されている。同書は、フィレ、オクラ両方を使ったガンボのレシピを多く掲載しているが、ルーを使ったものは含まれていない。

## オクラ、フィレ・パウダー、ルー

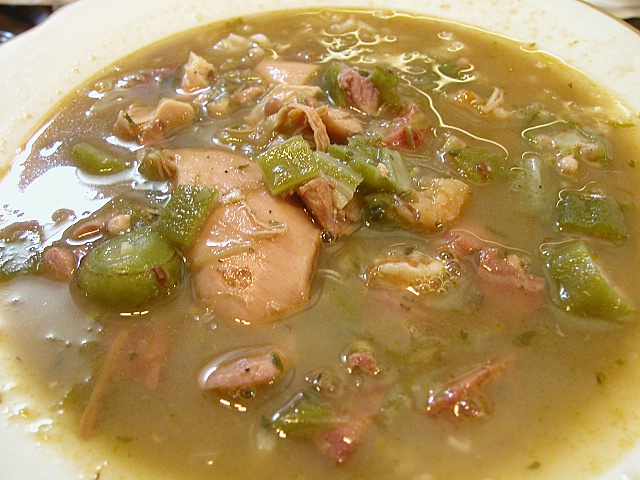
オクラを使ったガンボ

ガンボは、使われるとろみ成分によって分類することができる。オクラを使ったもの、フィレ・パウダーを使ったもの、およびこれらを使わずルー単体でとろみを付けたものの3タイプである。近年のレシピでは、オクラおよびフィレ使用のタイプは、更にとろみと風味を付けるために、色の濃いルーの使用を指定しているものが一般的である。伝統的にはオクラとフィレ・パウダーは、同じ料理に一緒に使われることはない。
ガンボ という言葉の語源は、アンゴラで話されているバントゥー語の方言でオクラを意味する「kingombo」がなまったものと言われている。 この言葉はカリブ海で使用されるスペイン語に「guingambó」または「qimbombó」として取り入れられた。この二つの言葉は、プエルトリコでは現在も使われている。
フィレ・パウダーは、ササフラスの葉を乾燥させ粉末にしたもので、ヨーロッパ人の入植者たちが入植した当時、チョクトー族が広く使っていたものである。近年のレシピにおいては、フィレ・ガンボは主たるとろみ成分としてルーを用い、フィレ・パウダーは食するものが食卓で好みによって振りかけるとされているものが多い。
ケイジャンあるいはクレオールのガンボで使用される色の濃いルーは、濃く色づくまでじっくりと火を通す。このタイプのルーでバターを使用すると焦げてしまうため、ラードあるいは食用油が好ましい。ルーをオクラと併用する場合には、香りが強くなりすぎるため色は浅めにするのがよい。多くのクレオール・ガンボは、ケイジャンのような色の濃いルーは使用せず、赤茶色のルーを使用する。「ルー」という言葉の語源はフランス語で赤色を意味する「rouge（ルージュ）」から来ている。「聖なる三位一体」を構成するセロリ、ピーマン、タマネギはスープストックを加える前の熱いルーの中に加えて調理されることが多い。
伝統的に、夏にはオクラ、冬にはフィレを使う習慣があり、これがガンボのタイプによっての特定の季節を連想させる要因となっているが、これは厳密なルールではなく、どちらかと言えば一般的な慣例である。例えば、魚介類のみを使用したガンボは通常フィレでとろみを付けることはなく、一方肉のみを使用したガンボはオクラを使用しない。これは、伝統的に漁を暖かい季節に行い、狩猟を寒い季節に行っていた習慣から来るものである。

## 一般的な材料
以下は、ガンボに使用される材料の組み合わせとして一般的な例である。
- シーフード・ガンボ - カニ、ザリガニ、魚またはカキ。
- ガンボ・ヤヤ - 固ゆで卵またはポーチドエッグ入りのガンボ
- チキンとソーセージのガンボ
- 牛肉のガンボ - カロライナ地方のガンボで、ルイジアナでは一般的でない。
- 七面鳥とソーセージのガンボ - 感謝祭のあとで食されることが多い。
- アヒルとカキ（またはエビ）のガンボ
- リスのガンボ
- ウサギのガンボ
- 緑色のガンボ（魚介類も肉も使用しないガンボ・ザーブ）

伝統的には使用されるソーセージはアンドゥイユだが、豚肉のスモーク・ソーセージで代用することもできる。

## 米
ガンボに使用される米は、殆どの場合塩水で炊いた白米かパーボイル米（半ゆで加工米）である。米の種類は丈の長いインディカ米で、ガンボの中でバラバラにならないようにある程度粘りのあるものが使用される。
スープと米の比率は、人によって意見の分かれるところである。たっぷりの米をスープにひたすのを好む人もいれば、スープの中にほんの少しだけ米を加えるのがいいとする人もいる。これは、個人の好みの問題と言えるだろう。

## ガンボ・ザーブ
ガンボ・ザーブ（gumbo z'herbes、緑色のガンボ）は、通常の四旬節、中でも特に聖木曜日、聖金曜日の際に食されるガンボの一種である。元来は、標準的なフランス語で「gumbo des herbes」と表記された。標準的なルーとスープストックの組み合わせにカラードの葉、カラシナ、カブ、キャベツ、ほうれん草、レタス、フダンソウ、パセリ、ネギなどの緑色野菜を加える。
家族によって習慣は異なるが、聖木曜日、聖金曜日の夕食時にのみに供されるガンボにおいては、通常7種類もしくは9種類の緑色野菜が使用され、単純に「九種の野菜のガンボ」などと呼ばれた。現在のように豊富な食材を揃えたスーパーのチェーンが展開する以前は、料理人が庭でキンレンカなど食することのできる植物を摘んで加え、必要な数の野菜を揃えることも珍しくはなかった。
この種のガンボは、四旬節の際の禁欲精神を維持するためにニューオーリンズのカトリック教から生まれたもので、元来は野菜のみで作られたものと推測される。しかしながら、料理を飾り付けるこの地方の強い傾向から、魚介類（エビ、カキ、カニ、魚）などを加えるようになった。これは少なくともカトリック教会における基準に違反するものではなかったが、やがて味付肉類（ハム、ソーセージ、ベーコン、あるいはときには牛肉も）をも加えるようになった。これは、断食の基準に沿ったものではない。